# 张利明
张利明（？—），男，中华人民共和国军事人物、政治人物，中国人民解放军少将，曾任中共广东省委常委，中国人民解放军广东省军区司令员。

## 生平
2012年7月，晋升为少将军衔。2015年1月，任广东省军区司令员。2018年1月，任中共广东省委常委。2021年6月，被免去中共广东省委常委、委员职务。